# Mezinárodní letiště Cancún

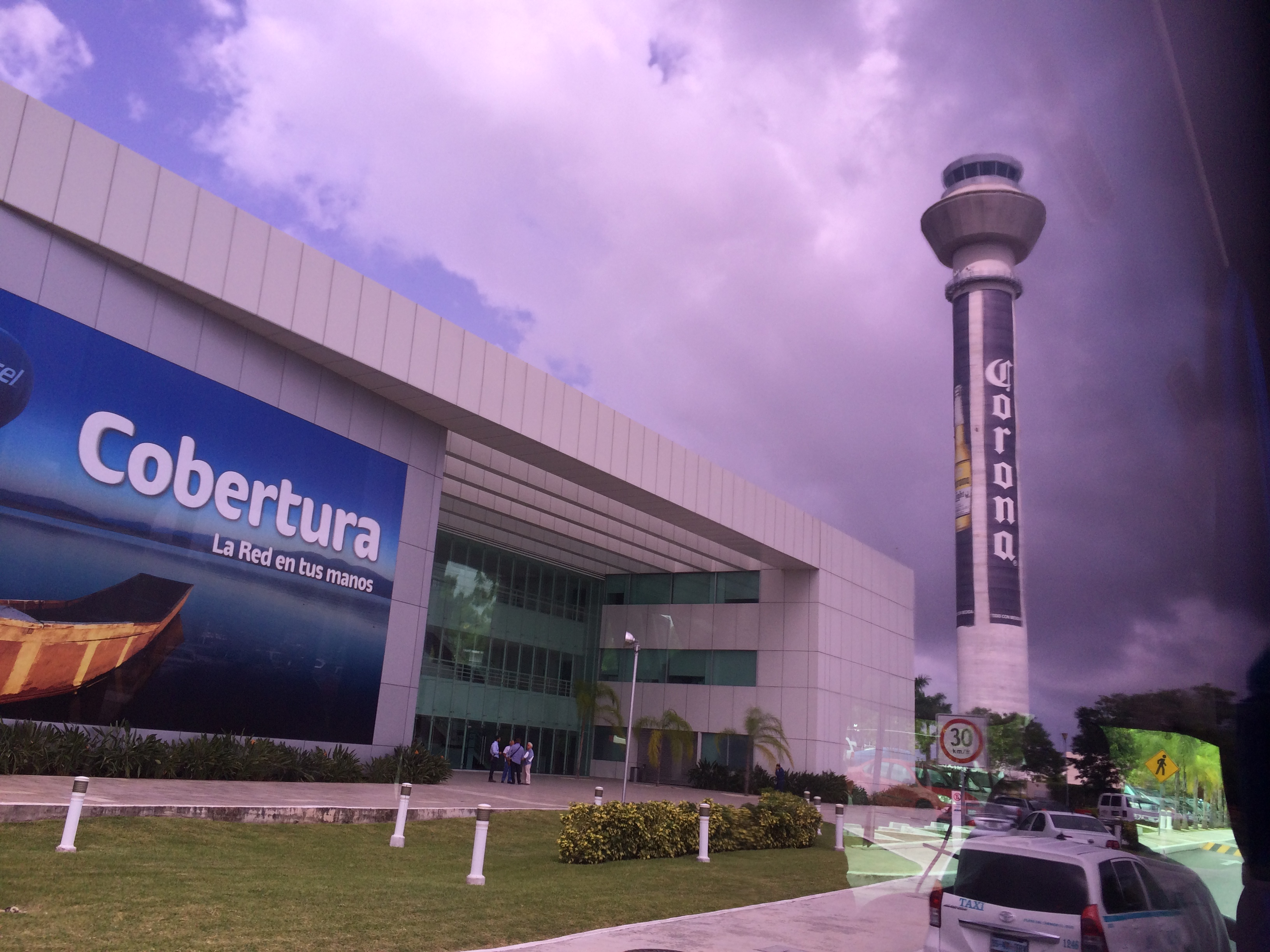
Řídící věž

Mezinárodní letiště Cancún (španělsky Aeropuerto Internacional de Cancún, IATA: CUN, ICAO: MMUN) je mezinárodní letiště v lázeňském městě Cancún na poloostrově Yucatán ve federálním státě Quintana Roo v jihovýchodním Mexiku. S přepravenými 32 miliony cestujícími v roce 2023 bylo druhým nejvytíženějším letištěm v Mexiku po Mexico City a čtvrtým nejvytíženějším v Latinské Americe (po Mexiku City, Guarulhos v São Paulo a El Dorado v Bogotě). Z hlediska počtu mezinárodních pasažérů mu patří první místo v zemi.
Letiště slavnostně otevřel mexický prezident Luis Echeverría Álvarez v roce 1975. Předtím letadla přistávala na třídě Avenida Cabazo. Ke dvěma původním terminálem v roce 2007 přibyl třetí. V roce 2009 byla ukončena výstavba nové přistávací dráhy a kontrolní věže, která je s výškou 97 m nejvyšší kontrolní věží v Latinské Americe. Termín 4 byl otevřen v roce 2017. 

## Terminály

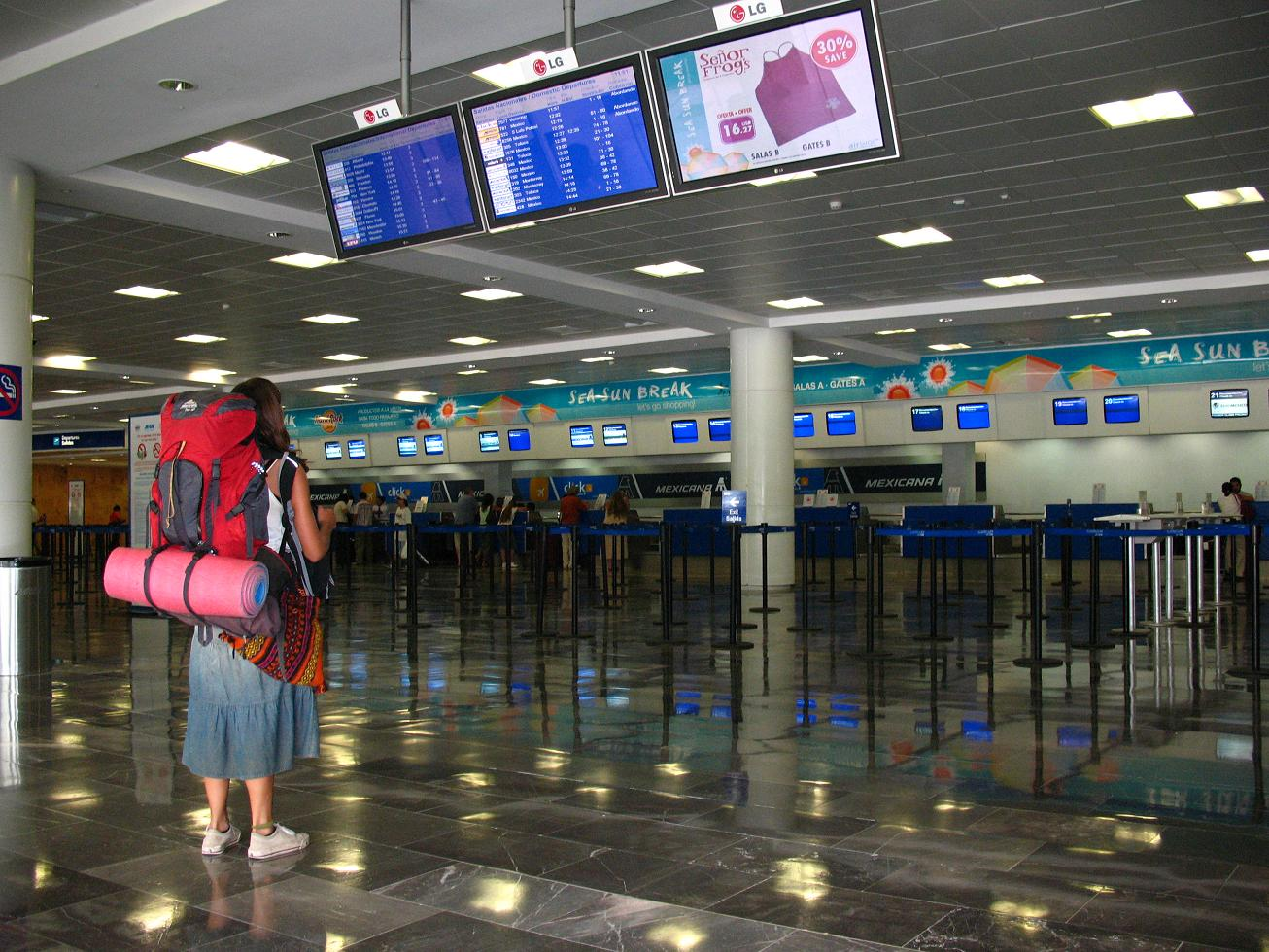
Terminal 2

Terminál 1 je využíván charterovými společnostmi a privátními leteckými společnostmi. Terminály 2 a 4 jsou využívány pro pravidelné mezinárodní a domácí linky, zatímco terminál 3 je určený pouze pro mezinárodní lety. 

## Statistika
Statistika počtu cestujících mezi roky 1999 a 2023:
| Rok  | Celkový počet cestujících | % změna |
| ---- | ------------------------- | ------- |
| 1999 | 6 969 733                 | -       |
| 2000 | 7 745 317                 | ▲ 11,1  |
| 2001 | 7 639 021                 | ▼ 1,4   |
| 2002 | 7 717 144                 | ▲ 1,0   |
| 2003 | 8 683 950                 | ▲ 12,5  |
| 2004 | 10 010 526                | ▲ 15,3  |
| 2005 | 9 301 240                 | ▼ 7,1   |
| 2006 | 9 728 149                 | ▲ 4,6   |
| 2007 | 11 340 027                | ▲ 16,6  |
| 2008 | 12 646 451                | ▲ 11,5  |
| 2009 | 11 174 908                | ▼ 11,6  |
| 2010 | 12 439 266                | ▲ 11,3  |
| 2011 | 13 022 481                | ▲ 4,7   |
| 2012 | 14 463 435                | ▲ 11.1  |
| 2013 | 15 962 162                | ▲ 10,4  |
| 2014 | 17 455 353                | ▲ 9,4   |
| 2015 | 19 596 485                | ▲ 12,3  |
| 2016 | 21 415 795                | ▲ 9,3   |
| 2017 | 23 601 509                | ▲ 10,2  |
| 2018 | 25 202 016                | ▲ 6,8   |
| 2019 | 25 481 989                | ▲ 1,1   |
| 2020 | 12 259 148                | ▼ 51,9  |
| 2021 | 22 318 467                | ▲ 82,1  |
| 2022 | 30 342 961                | ▲ 36,0  |
| 2023 | 32 750 411                | ▲ 7,9   |